# Thure Essén
Thure Essén, folkbokförd Ture Rutgersson Essén, född 19 maj 1914 i Adolf Fredriks församling i Stockholm, död 9 september 1977 i S:t Matteus församling i Stockholm, var en svensk journalist. 
Thure Essén tog studenten 1934 och blev medarbetare i Göteborgs Morgonpost 1937, fortsatte 1943 på Falkenbergs Tidning för att 1949 övergå till TT:s utrikesbyrå.
Han var son till diplomaten och författaren Rütger Essén och Anna-Lisa Dahm. Han gifte sig 1941 med Kerstin Widehag (1915–1980) från Säffle och hade två döttrar: Lena (född 1944) och Ragna (född 1946), av vilka den senare blev översättare. Makarna Essén är begravda på Norra begravningsplatsen utanför Stockholm.